# Santa Victoria Este
Santa Victoria Este is een plaats in het Argentijnse bestuurlijke gebied Rivadavia in de provincie  Salta. De plaats telt 9.896 inwoners.